# Матюхин, Иван Сергеевич
Иван Сергеевич Матюхин — командир 14-го Нару-Тамбовского полка, командир дивизиона, помощник командира 3-го Кирсановского партизанского полка, член повстанческого штаба с. Хитрово во время Тамбовского восстания 1920—1921 гг..

## Биография
Известно, что Иван Матюхин родился в 1887 году, в селе Хитрово Тамбовского уезда Тамбовской губернии в семье крестьян. По рассказам односельчан он вместе со своим старшим братом Василием (ок.1883) занимался торговлей, и вместе с помещиком  Владимиром Андреевичем Загряжским (1866—1938) они организовали строительство моста через реку Нару-Тамбов и двух каменных плотин, открыв тем самым торговый путь между Тамбовом, Кирсановом и юго-восточной частью губернии.
С объявлением мобилизации ратников ополчения 22 июля 1914 года, как стоящий в запасе ратник 1-го разряда, Иван прибыл к 6 призывному пункту в село Рассказово. Из Рассказово он отправился в уездный город Тамбов. Там он был зачислен в 1-ю роту 1-го батальона второочередного 235-го пехотного Белебеевского полка 59 пехотной дивизии РИА и прошёл в первые дни там базовую подготовку по стрельбе, действиям в бою, а также полевой гимнастике.
3 августа был отправлен на Северо-Западный фронт. 8 августа прибыл в крепость Осовец. 16 августа полк выдвинулся в Варшаву. 19 августа полк прибыл в Варшаву, где и произвёл высадку. 2 сентября полк отправился в Гродно.
В Варшавско-Ивангородской операции 23 октября 1914 года, во время наступления Белебеевского полка в Восточной Прусии на город Лык (современная Польша), получил ранение в левую руку, находился на излечении в дивизионном лазарете, эвакуирован в Уфу.
Принимал участие в Виленской операции, 7 июня 1915 года был ранен повторно. По выходе из госпиталя ненадолго вернулся в своё село, Матюхину был дан отпуск по ранению.
К моменту выборов в Учредительное собрание Матюхин находился на фронте.

### Тамбовское восстание
16-19 августа 1920 года в селе Хитрово началось волнение, которое станет отправной точкой для начала Тамбовского восстания. Во время него были разогнаны большевицикие органы власти, а их сторонники расстреляны. Одним из его активных участников митинга был сам Матюхин.
После этого Матюихин начал организовывать повстанческие отряды, они стали формально первым дивизионом 3-го Кирсановского полка, но в бою действовали либо автономно, либо в составе сводной группы войск. На начальном этапе восстания дивизион И.С. Матюхина действовал, в основном, самостоятельно, выполняя отдельные задачи, требовавшие высокой численности личного состава и отличной боевой подготовки.
Отряд Матюхина активно пополнялся, к началу весны он составлял уже более 700 всадников.
3 января 1921 года И.С. Матюхину было присвоено звание заместителя командира 3-го Кирсановского полка, а после перехода 14-го Архангельского полка на сторону красных его бойцы были выделены в отдельный 14-й Нару-Тамбовский полк.
Полк имел собственную разветвленную разведывательную сеть, которая сообщала о положении дел в близлежащих сёлах. На основе разведывательных донесений командованием Повстанческой армии было принято решение отбить у красных с. Рассказово. Дата операции была назначена на 10 апреля 1921 года, накануне указанного дня вокруг села собралось около 5 тысяч восставших. И.С. Матюхин со своим полком расположился возле д. Большие Туляны, после чего повел наступление на Рассказово по обоим берегам р. Лесной Тамбов, для атаки с фланга расположившихся вдоль реки частей красных и пулеметных гнезд. Выбранная тактика увенчалась успехом, пехотинцы и пулеметчики были разгромлены, не успев оказать сопротивления. После этого, ворвавшись в село по Тулянскому мосту, Матюхин атаковал здание местного ЧК, освободив заключённых филиала Сампурского концлагеря. В течение часа Рассказово было полностью захвачено. Красные бежали в лес либо сдались в плен, потеряв целый батальон пленными и 337 человек убитыми, в том числе уполномоченного ЧК и заведующего политбюро. В руки партизан попало 2 трехдюймовых орудия, 59 лошадей, 75 телефонных аппаратов и большое количество оружия. Именно 14-й Нару-Тамбовский полк сыграл основную роль в захвате Рассказова, обеспечив наступление повстанческих групп и заняв основные объекты села.
Летом 1921 года полк И.С. Матюхина, представлял собой серьезную силу. Отряд численностью, по разным источникам, от 5000 до 2000 человек, окопался в лесу, вырыв землянки и блиндажи, запасся продовольствием и готовился продолжить борьбу против советской власти. При помощи П. Эктова, согласившегося сотрудничать с чекистами, была осуществлена знаменитая операция по ликвидации отряда И.С. Матюхина. Выдававшие себя за прорвавшихся с Кубани белых казаков бойцы кавалерийской группы Котовского выманили матюхинцев в село Кобылинка, якобы для переговоров по координации совместных действий. Там полк Матюхина был окружён и полностью разбит, сам Иван был тяжело ранен, но сумел скрыться, несмотря на утверждение красных о его гибели.
После разгрома под Кобылинкой полк Матюхина был распущен. Решившие продолжить борьбу разделились на четыре группы общей численностью около 80 человек. Одна из групп около 20 человек действовала в районе порохового завода, остальные три, под руководством Герасима Болтнева, Ивана Белова и самого Матюхина — неподалёку от сёл Ахтырка, Верхнеспасское, Нижнеспасское и Зверяевки.
3 октября 1921 года чекисты под руководством Василия Белугина и Чеслава Тузинкевича окружила и уничтожила объединившийся отряд И.С. Матюхина и Г. Болтнева на одной из их баз, в Спасском лесу между с. Нижнеспасским и Талинкой. Все участники отряда были убиты либо взяты в плен и расстреляны. По поводу судьбы самого Ивана Матюхина существуют две версии. По одной, он погиб в тот день вместе с остатками своего отряда, а по другой, умер незадолго до этого от заражения крови.

### В искусстве
- фильм «По волчьему следу»
- фильм «Последний Гайдук»

## Семья
Матюхин был женат на Якушиной Устинии Григорьевной (ок.1889). У них были дети: 
- Николай (15.12.1908 — после 1937),
- Агафья[6].